# Heinrich Schlachter
Georg Heinrich Schlachter (* 16. Februar 1817 in Saarbrücken; † 8. April 1868 in Wiesbaden) war ein deutscher Kaufmann und Mitglied der Landstände des Herzogtums Nassau.

## Leben
Heinrich Schlachter wurde als Sohn des Metzgermeisters Johann Friedrich Schlachter (1777–1842) und dessen Ehefrau Christiane Luise Karcher (1784–1849) geboren.
Er betätigte sich als Kaufmann und erhielt 1853 als Nachfolger des  Abgeordneten Friedrich Wilhelm Marschall von Bieberstein (Mandatsniederlegung) einen Sitz in der Zweiten Kammer der Landstände des Herzogtums Nassau. Er wurde gewählt für den Wahlkreis X Diez. 1855 legte er sein Mandat nieder. Karl Mohr wurde sein Nachfolger.